# American Truck Simulator
American Truck Simulator (ATS) ist ein Computerspiel des Prager Entwicklerstudios SCS Software und ein Ableger des Euro Truck Simulator 2. Wie bei diesem handelt es sich beim American Truck Simulator um eine LKW-Simulation, jedoch stellt das Spiel den Fernfahrer-Alltag in den USA anstatt in Europa dar.

## Spielprinzip
Das Spielprinzip ähnelt dem des Euro Truck Simulator 2 und besteht daraus, mithilfe eines Sattelzugs verschiedene Güter von deren Ladestellen zu den jeweiligen Zielpunkten zu transportieren. Hierfür stehen dem Spieler verschiedene Lastkraftwagen in unterschiedlichen Ausführungen zur Verfügung. Zudem gibt es verschiedene Sattelauflieger, auf denen die Güter transportiert werden.
Das Basisspiel beinhaltet die US-Bundesstaaten Kalifornien und Nevada. Es sind original lizenzierte Trucks der Hersteller Peterbilt, Kenworth, Volvo, International, Mack, Freightliner & Western Star spielbar. Über den Mehrspielermodus kann online mit Freunden oder fremden Spielern gespielt werden.

### Erweiterungen

Verfügbar
In Entwicklung
Noch nicht verfügbar

Erweiterungen erscheinen etwa jährlich oder halbjährlich. Sie unterscheiden sich grob zwischen Kartenerweiterungen und Zusatzfunktionen. Während Arizona im Juni 2016 als kostenfreie Erweiterung veröffentlicht wurde, sind die nachfolgenden Erweiterungen kostenpflichtig.
- Arizona (6. Juni 2016)[5]
- New Mexico (9. November 2017)[6]
- Oregon (4. Oktober 2018)[7]
- Washington (11. Juni 2019)[8]
- Utah (7. November 2019)[9]
- Idaho (16. Juli 2020)[10]
- Colorado (12. November 2020)[11]
- Wyoming (7. September 2021)[12]
- Montana (4. August 2022)[13]
- Texas (15. November 2022)[14]
- Oklahoma (1. August 2023)[15]
- Kansas (30. November 2023)[16]
- Nebraska (16. Mai 2024)[17]
- Arkansas (16. September 2024)[18]
- Missouri (3. April 2025)[19]
- Iowa (10. Juli 2025)[20]
- Louisiana (In Arbeit)[21]
- Illinois (In Arbeit)[22]
- South Dakota (In Arbeit)[23]

### Modifikationen
Einige Mods für Euro Truck Simulator 2 sind ebenfalls für American Truck Simulator verfügbar, da beide Spiele ähnliche Datenstrukturen und Mod-Formate benutzen. Dadurch können Spieler neue Fahrzeuge ins Spiel hinzufügen, Sounds oder die Landschaft ändern oder auch andere Spielkarten nutzen bzw. kombinieren. Manche Modifikationen korrigieren Fehler im Spiel oder ersetzen die Logos der fiktiven Firmen im Spiel durch die real existierender Unternehmen. Außerdem gibt es Mods, die neue LKW-Skins ins Spiel einfügen. Darüber hinaus gibt es Zusatzprogramme, die von Second-Screen-Anwendungen bis zur Verwaltung virtueller Speditionen reichen.

## Entwicklung
American Truck Simulator wurde erstmals am 6. September 2013 angekündigt und auf der E3 2015 vorgestellt. Am 18. Dezember 2015 wurde das Veröffentlichungsdatum 3. Februar 2016 bekannt gegeben, seitens des Entwicklers wurde das Spiel aber bereits einen Tag zuvor freigegeben.
SCS Software kündigte am 23. Juni 2016 an, die Spielwelt um 75 % zu vergrößern, dazu wurde der Maßstab von 1:35 auf 1:20 erhöht. Das Update wurde am 12. Dezember 2016 mit Version 1.5 veröffentlicht.
Am 20. Juli 2017 wurde die Version 1.28 angekündigt, den Sprung der Versionsnummer von 1.6 auf 1.28 begründet der Entwickler damit, dass die Updates für American Truck Simulator und Euro Truck Simulator 2 oft auf demselben Kernfunktionalitäts-Upgrade basieren.

## Rezeption
American Truck Simulator hat international gute Bewertungen erhalten. Die Rezensionsdatenbank Metacritic aggregiert beispielsweise für die PC-Version 31 Rezensionen zu einem Gesamtwert von 76.

„Stundenlang von A nach B nach C nach und wieder zurück: gute Berufssimulation mit viel Atmosphäre, aber auch Luft nach oben“

„Das Spiel weckt romantische Vorstellungen, die über Popkultur transportiert wurden. Über Filme wie "Convoy" und unzählige Countrysongs, die das Leben der Trucker beschreiben. Es nutzt die Faszination der großen Maschinen und lässt Spieler ganz naiv träumen.“